# Les Trois-Îlets

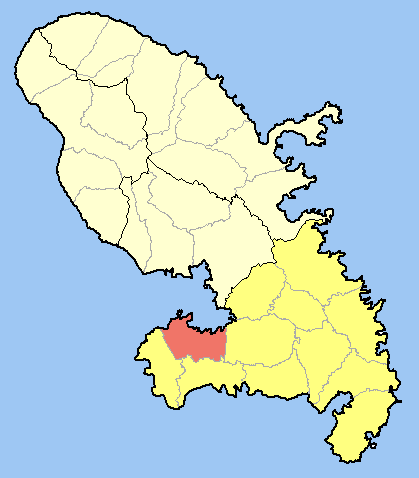
Situació de Les Trois-Îlets

Les Trois-Îlets és un municipi francès, situat a la regió de Martinica. El 2009 tenia 6.934 habitants. Es troba a la part meridional de l'illa, a l'altre costat de la badia de Fort-de-France i la Península de Le Diamant.

## Administració
| Període | Identitat          | Partit        |
| ------- | ------------------ | ------------- |
| 1989-   | Arnaud René-Corail | Divers gauche |

## Personatges il·lustres
- Josefina de Beauharnais (1763-1814) emperadriu de França, esposa de Napoleó I